# Gouvernement Tjoemen
Het gouvernement Tjoemen (Russisch: Тюменская губерния, Tjoemenskaja goebernija) was een gouvernement (goebernija) binnen de RSFSR. Het gouvernement bestond van 1919 tot 1923. Het gouvernement ontstond uit het gouvernement Tobolsk. De hoofdstad was Tjoemen.
Het gouvernement ontstond op 27 augustus door een decreet van het Heel-Russisch Centraal Uitvoerend Comité. Tegelijkertijd werden ook de gouvernementen Omsk en Tsjeljabinsk opgericht. Het Heel-Russisch Centraal Uitvoerend Comité splitste op 21 april het rayon IIshimsk van het gouvernement af. Op 3 november werd het gouvernement Tjoemen omgedoopt tot oejazd Tjoemen van de oblast Oeral en daarna tot de oblast Tjoemen.